# Millington, Michigan
Millington är en ort (village) i Tuscola County i Michigan. Vid 2020 års folkräkning hade Millington 1 028 invånare.